# Abraham Godijn
Abraham Godijn nebo Abraham Godyn (1655/56, Antverpy – po roce 1724) byl vlámský malíř, který po pobytu v Itálii pracoval nějaký čas jako dvorní malíř v Praze, kde vytvořil nádherné barokní fresky v Trojském zámku. Později se vrátil do Antverp.

## Životopis
Podrobnosti o jeho životě jsou vzácné. Abraham Godijn se pravděpodobně narodil v roce 1655 nebo 1656 v Antverpách, kde studoval u významného malíře Hendrika Herregoutse. V roce 1681 se stal členem „Sodaliteit van de Bejaerde Jongmans“, společenství mladých mužů zřízeného jezuitským řádem. Nedlouho poté odcestoval do Itálie. Jeho dílo bylo dobře přijato v Římě, kde se stal dvorním malířem papeže a získal titul "Malíř kanceláře jeho císařského a katolického veličenstva“.

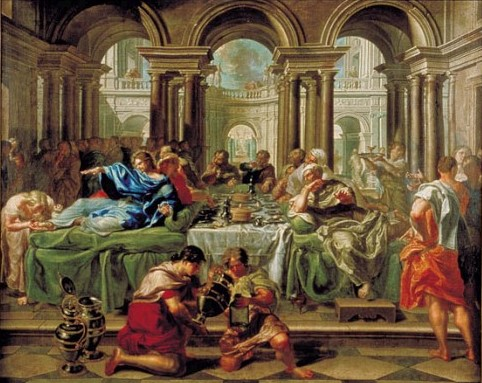
Sedm svátostí, pokání, katedrála v Pontoise, Francie

V roce 1690 se přestěhoval do Prahy, kde až do roku 1698 pracoval jako dvorní malíř. Dostal zakázku namalovat fresky v Trojském zámku v Praze. Na nich spolupracoval jak se svým bratrem Izaakem, tak i s dalšími umělci, které si na tuto práci najal v roce 1687 hrabě Václav Vojtěch ze Šternberka. Mezi malíři byli i vlámští umělci jako Johann Baptiste Bouttats.
V roce 1711 byl Godijn opět v Antverpách. V tomto roce se také stal členem antverpského uměleckého spolku Cech svatého Lukáše. Byl znám především jako dekorativní umělec. V roce 1716 vstoupil do antverpské gildy romantiků. Aby se umělec mohl stát členem gildy romantiků, musel navštívit Itálii, hlavně Řím. On a Jan Pieter van Bredael mladší byli posledními umělci, kteří se stali členy této gildy. V roce 1723 v ní zastával post děkana. Datum a místo jeho smrti nejsou známy.
Měl mnoho žáků v Praze i v Antverpách, z nichž nejvýznamnější byl Marten Jozef Geeraerts.

## Dílo

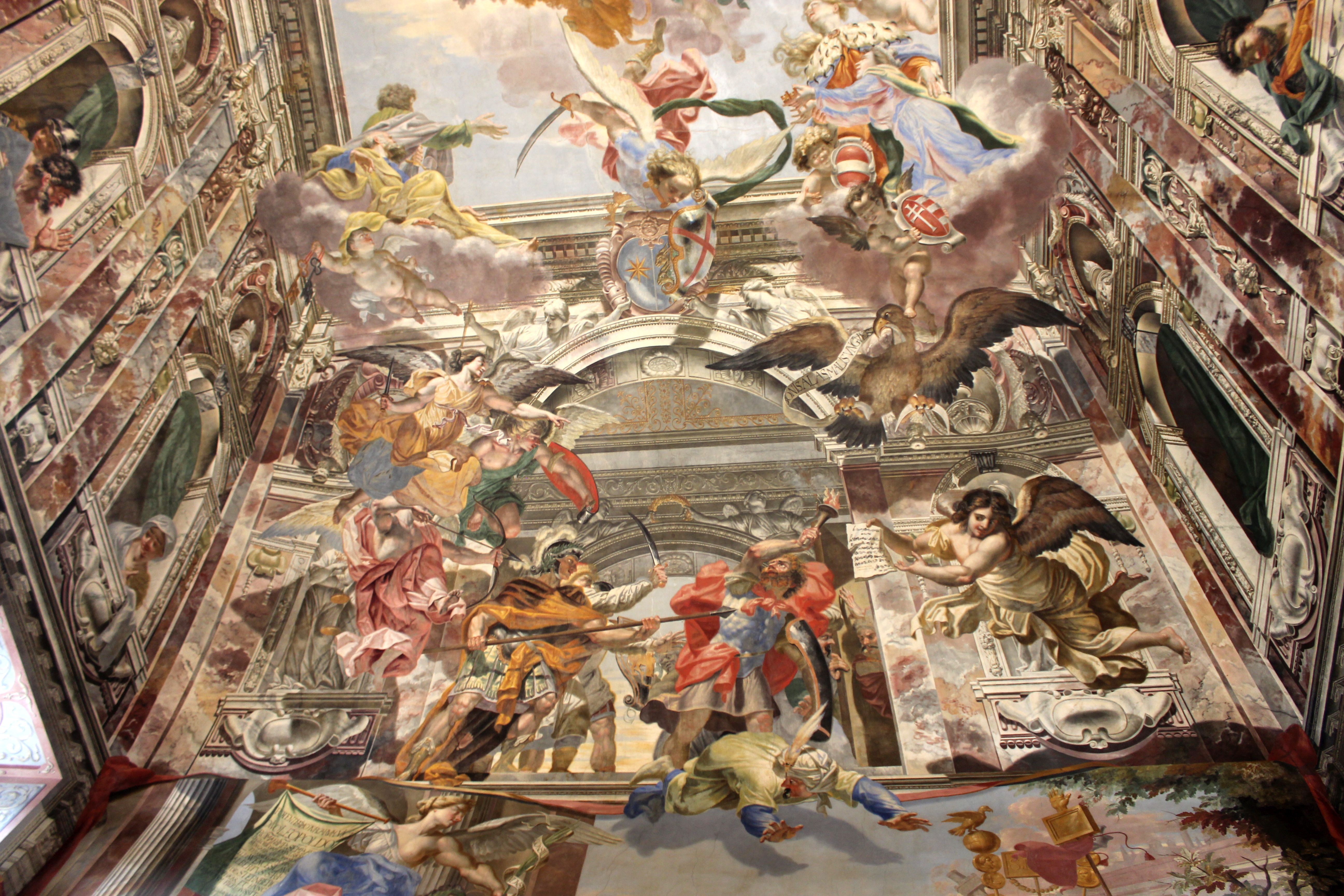
Chrám boha Januse, freska Trojského paláce

Z jeho prací se dochovalo jen málo. Mezi Goodijnova nejznámější díla patří fresky, které namaloval pro hraběte Šternberka v Trojském zámku. Obrazy, které v letech 1691 až 1697 vytvořil za pomoci svého bratra Izaaka, jsou považovány za jeden z nejlepších příkladů barokní fresky v severní Evropě. Jeho freska využívá iluzionistické efekty a triumfálně vypráví historii habsburské dynastie. Malíř využívá barokní schéma architektonické symboliky, kdy strop zobrazuje nebeský svět a stěny svět pozemský. Strop zdobí nebeské bytosti, které údajně chránily habsburskou dynastii. Na zakřiveném stropě se vznášejí andělé a putti ve stylu trompe-l'œil. Fresky ukazují scény z historie Habsburků. Zdi zobrazují pozemský svět, na jedné z kratších stěn je scéna oslavující vítězství Leopolda I, císaře Svaté říše římské nad Osmany (1683). V jedné scéně je vidět účinek trompe-l'œil, Turka padajícího s rukama nataženýma, zatímco jeho stín se odráží na malbě (viz ilustrace). Delší zeď podporují sochy nebo busty habsburských panovníků v grisaille. Ve freskové malbě dosáhl Abraham Godijn sofistikované a komplexní syntézy fiktivního malířství architektury a živých figurálních scén.
Namaloval také sérii sedmi svátostí pro klášter sv. Martina v Pontoise (nyní v katedrále Pontoise).